# Ойунская, Сардана Платоновна
Ойунская Сардана Платоновна (6 сентября 1934 г. — 13 июля 2007 г.) — якутский фольклорист, литературовед, филолог, почетный ветеран Сибирского отделения Российской академии наук, кандидат филологических наук, заслуженный ветеран Сибирского отделения Академии наук.

## Биография
Ойунская Сардана Платоновна родилась в Москве, в семье якутского литературоведа Платона Алексеевича Ойунского. В 1962 году окончила Якутский государственный университет и начала работать в Институте языка, истории и литературы того же университета. Собирала якутские народные сказки и народные песни. В 1962—2007 годах работала в институте гуманитарный исследований Академии наук РС (Я), прошла путь от лаборанта до научного сотрудника.
В 1989 году защитила диссертицию на соискание учёной степени кандидата филологических наук по теме «Якутские народные загадки».
В 1988 году занялась исследованием и публикацией литературного и научного наследия Платона Алексеевича Ойунского. Заметным вкладом в якутскую литературу стала её книга «Светлое имя отца» (Якутск, 1999, 2003). В книгу вошли её поэтические произведения, эссе, научно-популярные статьи, воспоминания об отце и его окружения.
Была Председателем общественного фонда П. Ойунского и членом Правительственной комиссии.
В 1993 году она принимала активное участие в организации и проведении юбилейных мероприятий Республики Саха (Якутия) и ЮНЕСКО (Париж). Под ее руководством группой ученых-литературоведов в 1992—1993 годах подготовлено к печати 3-томное собрание сочинений, куда вошли художественные произведения и научные труды П. А. Ойунского.
Ойунская является членом Союза писателей России, почётным гражданином Таттинского улуса.